# Bāzpur
Bāzpur är en ort i Indien.   Den ligger i distriktet Udham Singh Nagar och delstaten Uttarakhand, i den norra delen av landet, 190 km öster om huvudstaden New Delhi. Bāzpur ligger 227 meter över havet och antalet invånare är 23 900.
Terrängen runt Bāzpur är platt. Runt Bāzpur är det tätbefolkat, med 659 invånare per kvadratkilometer. Närmaste större samhälle är Kashipur, 16,1 km väster om Bāzpur. Trakten runt Bāzpur består till största delen av jordbruksmark.